# Egersdorf
Egersdorf (fränkisch: Icheasch-doaf) ist ein Gemeindeteil des Marktes Cadolzburg im Landkreis Fürth (Mittelfranken, Bayern). Egersdorf liegt in der Gemarkung Steinbach.

## Geografie
Das Dorf bildet mit dem westlich gelegenen Cadolzburg und dem südlich gelegenen Wachendorf eine geschlossene Siedlung. Zwischen Egersdorf und Wachendorf fließt der Brunnlohbach, der linke Oberlauf des Banderbachs. Im Osten grenzt die Zirndorfer Forst an, im Norden das Waldgebiet Langer Strich.
Gemeindeverbindungsstraßen führen nach Cadolzburg zur Staatsstraße 2409 (2 km südwestlich), nach Wachendorf zur Kreisstraße FÜ 19 (1 km südlich) und die FÜ 19 kreuzend nach Steinbach (3 km südöstlich). Der Ort hat einen Haltepunkt an der Rangaubahn.

## Geschichte
Im Jahre 1284 wurde in einer Urkunde ein Conrad von Egerstorf erwähnt. Dies ist zugleich die erste urkundliche Erwähnung des Dorfes. Das Bestimmungswort des Ortsnamens ist der Personenname Eger.
Gegen Ende des 18. Jahrhunderts gab es in Egersdorf 19 Anwesen. Das Hochgericht übte das brandenburg-ansbachische Oberamt Cadolzburg aus. Die Dorf- und Gemeindeherrschaft hatte das Kastenamt Cadolzburg. Grundherren waren das Kastenamt Cadolzburg (2 Höfe, 2 Halbhöfe, 3 Güter, 1 Hirtenhaus), das bambergische Amt Herzogenaurach (2 Höfe, 1 Gut), die Deutschordenskommende Nürnberg (1 Gut), die Heiligenstiftung Roßtal (1 Gut), das Gotteshaus Burgfarrnbach (1 Haus), das Gotteshaus Roßtal (1 Gut), das Landesalmosenamt der Reichsstadt Nürnberg (1 Hof, 2 Halbhöfe) und Nürnberger Eigenherren: von Behaim (1 Halbhof), von Ebner (1 Gut).
Von 1797 bis 1808 unterstand der Ort dem Justiz- und Kammeramt Cadolzburg. Im Rahmen des Gemeindeedikts wurde Egersdorf dem 1808 gebildeten Steuerdistrikt Steinbach und der im selben Jahr gegründeten Ruralgemeinde Steinbach zugeordnet. Bis 1812 und von 1821 bis 1836 unterstand ein Anwesen in der freiwilligen Gerichtsbarkeit dem Patrimonialgericht Weikershof, ein Anwesen unterstand von 1823 bis 1835 dem Patrimonialgericht Leyh.
Im Zuge der Gebietsreform in Bayern wurde Egersdorf am 1. Mai 1978 nach Cadolzburg eingemeindet.

### Ehemaliges Baudenkmal
- Haus Nr. 16: erdgeschossiges Wohnstallhaus, massiv und neu verputzt; vermutlich von „1723“ (bezeichnet an der ehemaligen rundbogigen Haustüre); dreigeschossiger Straßengiebel mit Fachwerk (K-Streben)[10]

### Einwohnerentwicklung
| Jahr      | 001818 | 001840 | 001861 | 001871 | 001885 | 001900 | 001925 | 001950 | 001961 | 001970 | 001987 | 002020 |
| Einwohner | 110    | 126    | 125    | 129    | 126    | 124    | 128    | 302    | 316    | 367    | 603    | 1537   |
| Häuser    | 19     | 21     |        |        | 25     | 25     | 26     | 37     | 58     |        | 174    |        |
| Quelle    | [ 12 ] | [ 13 ] | [ 14 ] | [ 15 ] | [ 16 ] | [ 17 ] | [ 18 ] | [ 19 ] | [ 20 ] | [ 21 ] | [ 22 ] | [ 1 ]  |

## Religion
Der Ort ist seit der Reformation evangelisch-lutherisch geprägt und bis heute nach St. Cäcilia  (Cadolzburg) gepfarrt. Die Einwohner römisch-katholischer Konfession sind nach St. Otto (Cadolzburg) gepfarrt.